# Ņ
Cette page contient des caractères spéciaux ou non latins. S’ils s’affichent mal (▯, ?, etc.), consultez la page d’aide Unicode.
Ņ (minuscule : ņ), appelé N cédille, est un graphème utilisé dans l’écriture du marshallais, ainsi que dans l’écriture du letton ou dans la translittération ISO 9 de l’alphabet cyrillique. Il s'agit de la lettre N diacritée d'une cédille.
Pour des raisons techniques historiques de codage informatique du N cédille, celui-ci est utilisé dans l'écriture du letton pour représenter le N virgule souscrite ‹ n̦ › et sa cédille est représentée par un trait ressemblant à une virgule souscrite dans les fontes adaptées au letton.

## Utilisation

N cédille majuscule et minuscule : à gauche, la forme avec la cédille classique utilisée en marshallais ; et à droite la forme avec une cédille comme une virgule souscrite utilisée en letton.

### Letton
Les caractères Unicode du N cédille ‹ ņ › sont utilisés en letton pour représenter le N virgule souscrite ‹ n̦ › qui retranscrit la consonne nasale palatale voisée [ɲ]. Sa cédille ressemble à une virgule souscrite.

### Marshallais
Le N cédille ‹ ņ › est utilisé en marshallais (dans l’alphabet standard,,) pour représenter la consonne occlusive nasale alvéolaire voisée vélarisée /nˠ/. À cause du manque de fontes adaptées il est souvent affiché comme un N virgule souscrite letton ou remplacé par un N macron souscrit.

## Représentations informatiques
Le N cédille peut être représenté avec les caractères Unicode suivants :
- précomposé (latin étendu A) :

| formes    | représentations | chaînes de caractères | points de code | descriptions                      |
| --------- | --------------- | --------------------- | -------------- | --------------------------------- |
| capitale  | Ņ               | Ņ                     | U+0145         | lettre majuscule latine n cédille |
| minuscule | ņ               | ņ                     | U+0146         | lettre minuscule latine n cédille |

- décomposé (latin de base, diacritiques) :

| formes    | représentations | chaînes de caractères | points de code | descriptions                                  |
| --------- | --------------- | --------------------- | -------------- | --------------------------------------------- |
| capitale  | Ņ               | N◌̧                    | U+004E U+0327  | lettre majuscule latine n diacritique cédille |
| minuscule | ņ               | n◌̧                    | U+006E U+0327  | lettre minuscule latine n diacritique cédille |